# Rainbow Flat
Rainbow Flat är en ort i Australien. Den ligger i kommunen Greater Taree och delstaten New South Wales, i den sydöstra delen av landet, omkring 240 kilometer nordost om delstatshuvudstaden Sydney. Orten hade 693 invånare år 2021.
Närmaste större samhälle är Forster, omkring 17 kilometer söder om Rainbow Flat. 